# Războiul Ruso-Turc (1877–1878)
Războiul Ruso-Turc din 1877–1878 și-a avut originea într-o răspândire a naționalismului în Peninsula Balcanică și în dorința Rusiei de a recupera pierderile teritoriale suferite în Războiul Crimeei, recăpătând supremația în Marea Neagră și încurajând mișcările politice de eliberare a popoarelor din Balcani de sub dominația otomană.
Ca rezultat al războiului, principatele România, Serbia și Muntenegru, fiecare state suverane de facto de mai mult timp, și-au proclamat oficial independența față de Imperiul Otoman. După aproape cinci secole de dominație otomană (1396–1878), statul bulgar a fost reînființat cu numele de Principatul Bulgariei, între Dunăre și Munții Balcani (cu excepția Dobrogei de Nord dată României) și cu regiunea Sofiei, care a devenit noua capitală. Congresul de la Berlin, din 1878, a permis, de asemenea, Austro-Ungariei să ocupe Bosnia și Herțegovina și Regatului Unit să primească Cipru, în timp ce Imperiul Rus a anexat sudul Basarabiei și regiunea orașului Kars.

## Preludiul conflictului

### Situația creștinilor din Imperiul Otoman
Articolul 9 din Tratatul de Pace de la Paris, semnat la sfârșitul Războiului Crimeei, obliga Imperiul Otoman să acorde creștinilor drepturi egale cu cele ale musulmanilor. A fost emis un edict, Hatt-ı Hümayun, prin care s-a proclamat principiul egalității între musulmani și nemusulmani, și Imperiul a demarat unele reforme în acest scop. De exemplu, taxa jizya a fost abolită și armata a început să primească în rândurile ei și nemusulmani.
Unele aspecte importante ale statutului de dhimmi au fost păstrate; de exemplu, mărturia creștinilor împotriva musulmanilor nu era acceptată în instanță, ceea ce le acorda musulmanilor imunitate la infracțiunile comise împotriva creștinilor. Deși la nivel local relațiile între comunități erau adesea bune, această practică a încurajat o parte din societatea musulmană să abuzeze de situație. Abuzurile erau mai multe și mai grave în regiunile cu o populație predominant creștină, aflate mai ales în partea europeană a imperiului, unde autoritățile locale le susțineau deschis ca mijloc de subjugare a creștinilor.
Presiunile financiare puse asupra bugetului din cauza Războiului Crimeei au obligat Imperiul Otoman să facă o serie de împrumuturi externe cu dobânzi atât de mari încât, în pofida reformelor fiscale care au urmat, au împins țara în incapacitate de plată. Situația a fost agravată de necesitatea de a acorda azil unui număr de 600.000 de cerchezi musulmani expulzați de ruși din Caucaz, în porturile de la Marea Neagră din nordul Anatoliei și în porturile balcanice Constanța și Varna, care au costat foarte mulți bani și au produs perturbări serioase.

#### Criza din Liban, 1860
În 1858 țăranii maroniți, agitați de cler, s-au revoltat împotriva stăpânilor de pământuri și au înființat o republică țărănească. În sudul Libanului, unde țăranii maroniți lucrau pentru stăpâni druzi, țăranii druzi au luat partea stăpânilor lor împotriva maroniților, transformând conflictul într-un război civil. Deși ambele părți au avut de suferit, aproximativ 10.000 de maroniți au fost masacrați de druzi.
În Siria, evenimentele din Liban au determinat populația musulmană din Damasc să atace minoritatea creștină, iar evenimentul a căpătat dimensiuni internaționale după atacarea consulilor american și olandez.
Sub amenințarea intervenției puterilor europene, autoritățile otomane au restabilit ordinea. Cu toate acestea, a urmat și intervenția britanică și franceză. După alte presiuni europene, Sultanul a acceptat să numească un guvernator creștin în Liban, a cărui candidatură urma să fie prezentată Sultanului și aprobată de puterile europene.

#### Revolta din Creta, 1866–1869

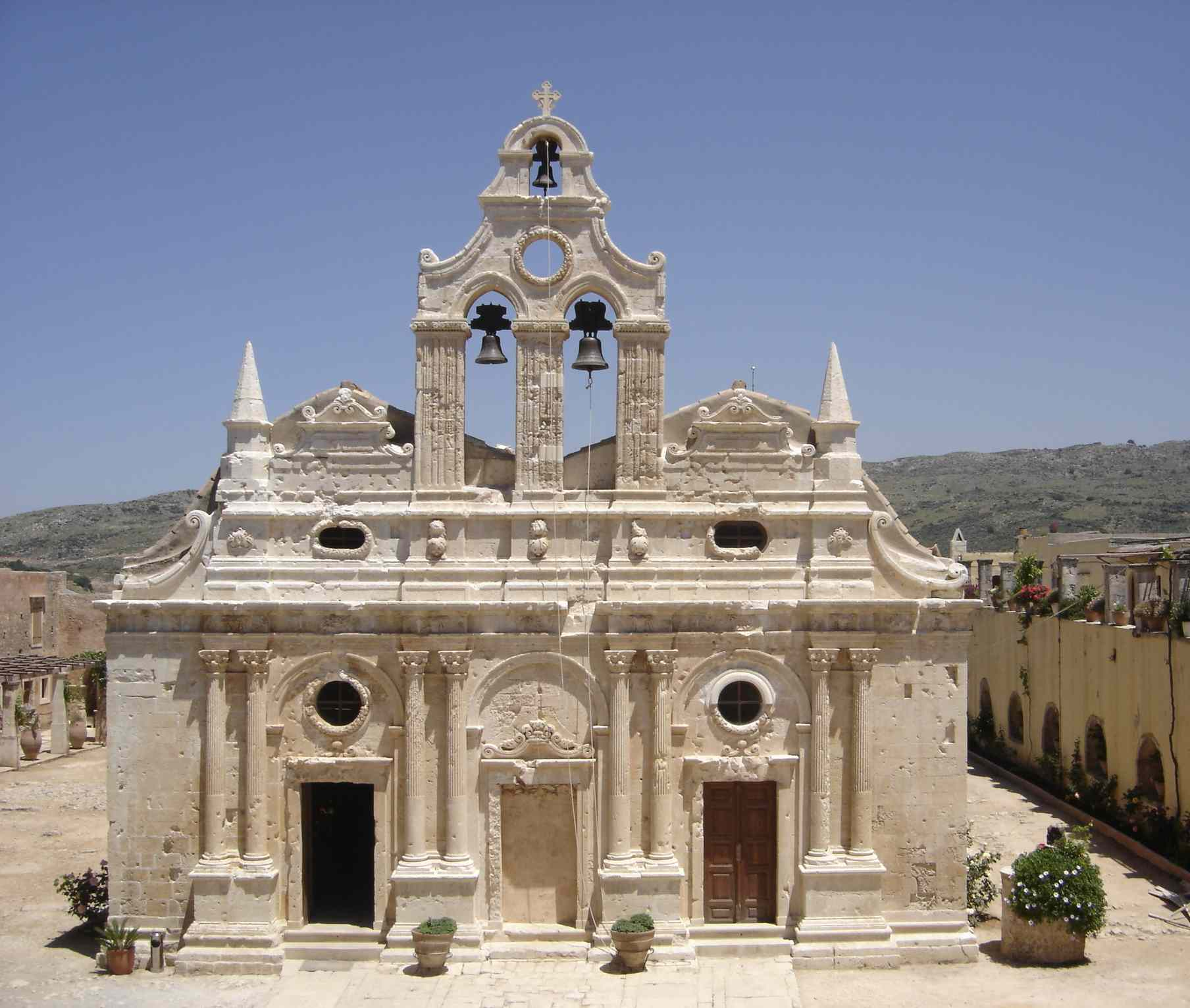
Mănăstirea "Moni Arkadiou"

Revolta cretană a fost rezultatul a doi factori: eșecul Imperiului Otoman de a aplica reforme în sensul îmbunătățirii nivelului de trai al populației și dorința cretanilor de unire cu Grecia. Insurgenții au preluat controlul asupra întregii insule, cu excepția a cinci orașe în care musulmanii erau fortificați. Presa grecească a susținut că musulmanii masacraseră greci și acest zvon s-a răspândit în toată Europa. Mii de voluntari greci s-au mobilizat și au fost trimiși pe insulă.
Până la începutul lui 1869 insurecția a fost înăbușită, dar Poarta a oferit unele concesii, acordând insulei autonomie și drepturi mai multe pentru creștinii de acolo. Asediul mănăstirii Moni Arkadiou, când aproximativ 150 de bărbați greci cretani însoțiți de aproximativ 600 de femei și copii au fost asediați de 23.000 musulmani cretani susținuți de soldați turci, a devenit cunoscut în Europa. După o bătălie sângeroasă cu multe victime de ambele părți, grecii s-au predat după ce au rămas fără muniție, dar au fost uciși pe loc.

Un efect important al insurecției cretane, și mai ales al brutalității cu care a fost ea înăbușită de turci, a fost creșterea atenției publicului european, și mai ales a celui britanic, în problema oprimării creștinilor din Imperiul Otoman. 
„Oricât de mică era atenția dată de poporul englez afacerilor Turciei … s-a văzut suficient din când în când încât să se producă o impresie vagă dar generală că Sultanii nu-și îndeplineau «promisiunile solemne» date Europei; că viciile guvernului turc sunt neeradicabile; și că oricând poate apărea o altă criză care să afecteze «independența» Imperiului Otoman, nu va mai fi posibil să i se acorde susținerea ce i s-a acordat în Războiul Crimeei.”
Criza s-a încheiat, cu o victorie otomană mai mare decât oricare alta în istoria confruntărilor diplomatice ale secolului al XIX-lea.

### Schimbarea echilibrului puterii în Europa

#### Noua ordine europeană
Ordinea europeană stabilită în 1856 a fost zguduită în 1859 când Franța și Austria au intrat în conflict din cauza Italiei și s-a destrămat complet ca rezultat al războaielor lui Bismarck pentru crearea unei Germanii unite, când Prusia a învins Austria în 1866 și Franța în 1870, luând locul Austro-Ungariei ca putere dominantă în Europa Centrală. Regatul Unit, obosit de participarea la Războiul Crimeei și cu atenția concentrată asupra problemei Irlandei și asupra întregului complex de probleme create de Revoluția Industrială, a ales să nu mai intervină pentru restabilirea echilibrului puterilor continentale. Bismarck nu a dorit ca o dezmembrare a Imperiului Otoman să creeze tensiuni ce ar duce la război, astfel că a primit sugestia țarului ca, în cazul în care Imperiul Otoman s-ar dezmembra, să creeze Liga celor Trei Împărați împreună cu Austria și Rusia pentru a izola Franța pe continent. Franța, condusă de Napoleon al III-lea a răspuns dând susținere mișcărilor pentru autodeterminare ale popoarelor, mai ales dacă ele afectau pe cei trei împărați și pe sultan. Astfel, Franța a încurajat revoltele din Polonia împotriva Rusiei și aspirațiile naționale din Balcani. Rusia s-a străduit să-și recâștige dreptul de a păstra o flotă în Marea Neagră și s-a alăturat francezilor pentru a câștiga influență în Balcani folosindu-se de ideea pan-slavismului de unire a tuturor popoarelor slave sub conducere rusească. Aceasta s-ar fi putut face doar prin distrugerea celor două imperii în care trăiau mare parte din slavi, cel austriac și cel otoman. Ambițiile și rivalitățile rușilor și francezilor în Balcani au ieșit la iveală în Serbia, țară cu propria sa renaștere națională și care avea ambiții ce intrau parțial în conflict cu cele ale marilor puteri.

#### Schimbări

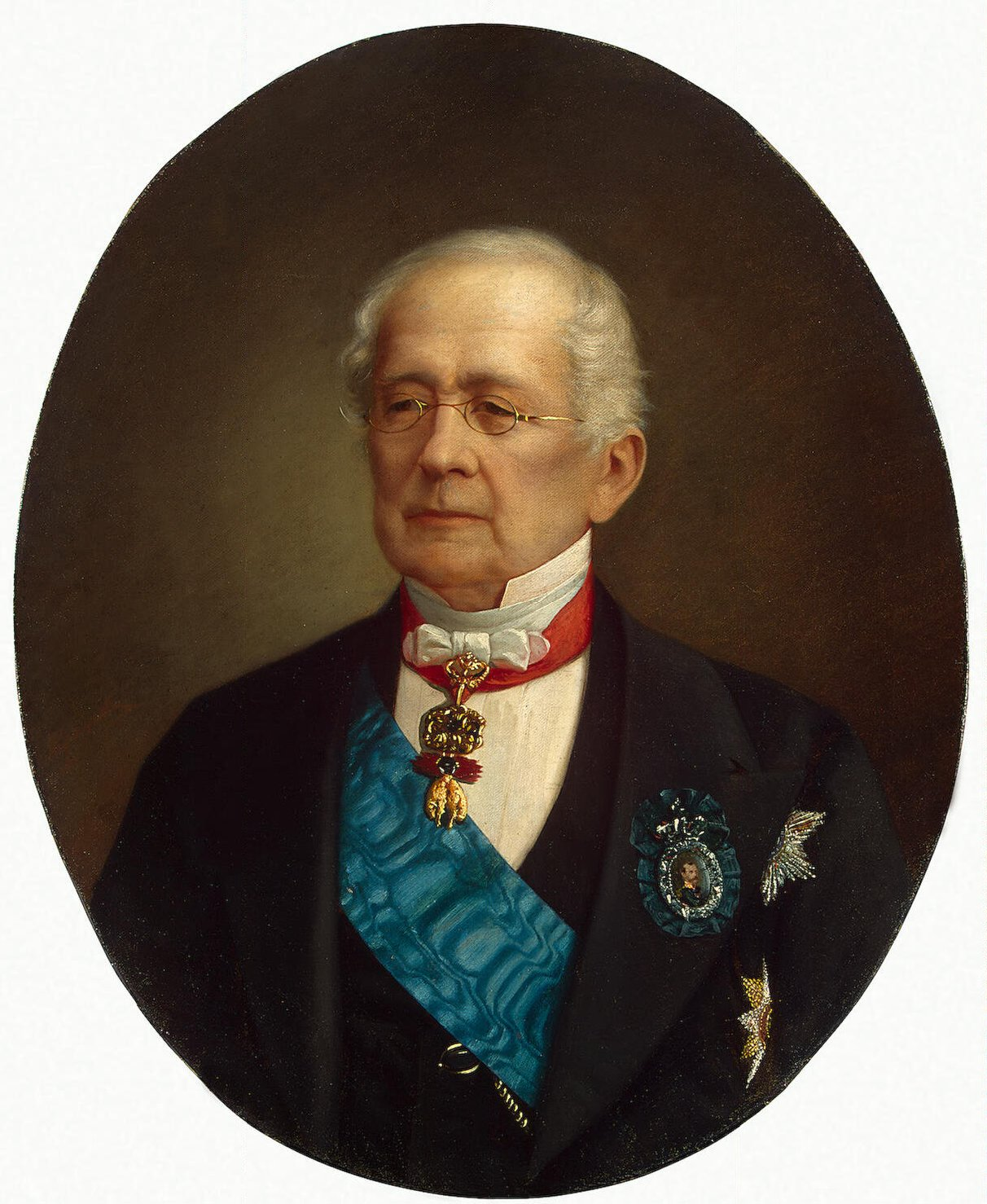
Alexandr Gorceakov

Rusia a ieșit din Războiul Crimeei cu pierderi teritoriale minime, dar a trebuit să-și distrugă flota Mării Negre și fortificațiile de la Sevastopol. Prestigiul internațional al Rusiei a fost deteriorat, și mulți ani răzbunarea pentru această umilință a fost scopul principal al politicii externe a Rusiei.
Nu a fost, însă, ușor — Tratatul de la Paris conținea garanții ale integrității teritoriale a Imperiului Otoman din partea Regatului Unit, Franței și Austriei; numai Prusia a rămas în relații bune cu Rusia.
Pe alianța cu Prusia și cu cancelarul Bismarck s-a bazat noul cancelar rus, Alexandr Gorceakov. Rusia a susținut constant Prusia în războaiele sale cu Danemarca (1864), Austria (1866) și Franța (1870). În martie 1871, folosindu-se de înfrângerea Franței și de susținerea noului Imperiu German, Rusia a obținut recunoașterea internațională pentru denunțarea articolului 9 din tratatul de pace de la Paris, permițându-i astfel să recreeze flota Mării Negre.
Alte clauze ale Tratatului de la Paris rămâneau, însă, în vigoare, și anume articolul 8 cu garanțiile asupra integrității teritoriale otomane acordate de Regatul Unit, Franța și Austria. Astfel, Rusia a manevrat cu mare grijă în relațiile sale cu Imperiul Otoman și în coordonarea tuturor acțiunilor sale cu celelalte puteri europene. Pentru un război cu Turcia, Rusia avea nevoie de suportul tacit al tuturor Marilor Puteri, iar diplomația rusă aștepta un moment convenabil.

#### Situația în Balcani
Echilibrul puterilor în Europa se reflecta direct în situația din peninsula Balcanică. Situația administrației otomane a continuat să se deterioreze de-a lungul secolului al XIX-lea, guvernul central pierzând ocazional controlul asupra unor întregi provincii, iar suzeranitatea asupra principatelor și statelor autonome nu se mai exercita decât cu numele. Reformele impuse de puterile europene au făcut prea puțin pentru a îmbunătăți condițiile populației creștine, reușind în același timp să producă nemulțumiri în rândul unei bune părți a populației musulmane. Bosnia și Herțegovina au suferit cel puțin două valuri de revolte ale populației musulmane locale, cea mai recentă în 1850.
Austria s-a întărit după agitația din prima jumătate a secolului și a încercat să își revigoreze politica de expansiune în dauna Imperiului Otoman.
Principatele autonome de jure și independente de facto ale Serbiei și Muntenegrului au căutat o ocazie de a se extinde în regiunile locuite de compatrioții lor sârbi. Situația din Serbia era deosebit de complicată. Principatul avea ca prioritate expansiunea în zonele învecinate locuite de sârbi, Serbia de Sud, Kosovo, și Bosnia. Familia domnitoare Obrenović se bucura de legături strânse cu Viena, și la început s-a ferit să riște o aventură militară împotriva Imperiului Otoman. Opinia publică era, însă, favorabilă războiului, încurajată de victoria diplomatică din 1862 și de expulzarea armatei otomane din ultimele garnizoane de pe teritoriul principatului.
Principatul Muntenegrului, condus de ambițiosul principe Nikola, era în poziția de a avea o politică mult mai aventuroasă. Când a izbucnit o revoltă a creștinilor ortodocși în Herțegovina în 1875, muntenegrenii au intervenit prompt pentru a-și ajuta camarazii slavi, declarând război Imperiului Otoman. Curând, a izbucnit o revoltă și în Bulgaria. Obligat de aceste evenimente și de presiunea publică, principele Milan Obrenović a declarat război Imperiului Otoman în 1876.

## Criza balcanică din 1875–1876
După 1873, guvernul otoman s-a confruntat cu o perioadă de secetă și foamete în Anatolia, ce a dus la sărăcie și nemulțumiri. Penuriile agricole au împiedicat încasările de taxe. Aceasta a ajuns până într-atât încât vistieria imperială a rămas fără fonduri adecvate pentru administrația guvernamentală. Rezultatul a fost un colaps financiar major care a obligat guvernul otoman să declare faliment în octombrie 1875.
O revoltă antiotomană a avut loc în Bosnia și Herzegovina în vara lui 1875. Principalul motiv al acesteia era povara uriașă de taxe impusă de administrația însetată de bani a guvernului otoman. Atât Muntenegru cât și Serbia au intervenit cu trupe armate. În pofida unei relaxări a taxelor, revolta a continuat cu mult după sfârșitul anului 1875 și a ajuns să declanșeze și revolta bulgară din 1876.

### Revolta bulgară din aprilie 1876
Din toamna lui 1875, autoritățile otomane știau că o revoltă era pe cale să izbucnească. De aceea, s-au înmulțit patrulele de pe Dunăre și s-au trimis mai mulți spioni și provocatori în zonele bulgărești, unde au cauzat daune serioase infrastructurii revoluționare. Majoritatea bulgarilor din clasa de mijloc nu erau nerăbdători să răstoarne cu forța dominația otomană. Micul grup de revoluționari care s-a ridicat din rândurile acesteia erau de la bun început în minoritate. Ei doreau independență imediată prin revoltă armată și prin metode similare celor ale revoluțiilor din Serbia și Grecia, și au căutat susținere în rândul țărilor ortodoxe Rusia și Serbia. Revolta din Bosnia și Herțegovina i-a determinat pe revoluționarii bulgari organizați la București să treacă la fapte. O revoltă bulgară a fost pregătită în grabă pentru a profita de preocupările otomanilor, dar s-a stins înainte de a începe. În primăvara lui 1876 a izbucnit o altă revoltă în sudul zonelor locuite de bulgari. Acel eveniment a fost pregătit și mai slab decât primul. Rebelii erau prost înarmați și dezorganizați. După cum relata lordul Kinross, „S-au îndreptat cu sălbăticie împotriva turcilor musulmani, pe care au început să-i masacreze.” Dennis Hupchick a spus: „Rebelii prost înarmați și dezorganizați n-au făcut mult mai mult decât să se adune în piețe publice, să cânte cântece patriotice și să-și măcelărească vecinii musulmani pașnici.” Stanford J. Shaw relatează: „Revoltele s-au răspândit, ducând la masacrarea a sute de musulmani și la ocuparea principalelor forturi otomane din porturile balcanice din apropiere.”

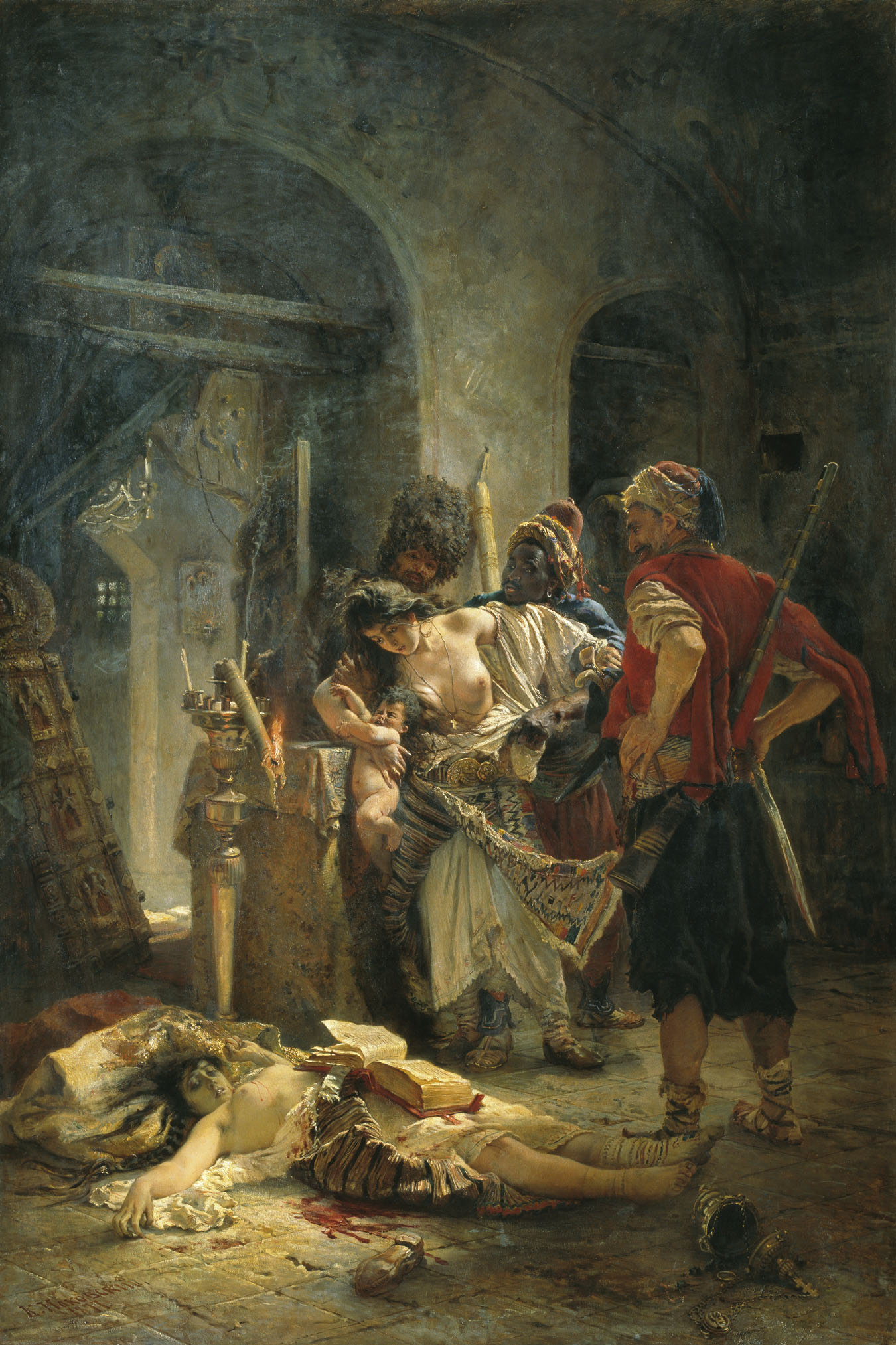
Konstantin Makovski. Martirele bulgare, tablou ce descrie atrocitățile comise de bașibuzuci în Bulgaria otomană.

Otomanii, în lipsa unor trupe regulate adecvate, lipsă cauzată de problemele din nord-vest, s-au văzut obligați să folosească trupele neregulate de bașibuzuci pentru a restabili situația din Bulgaria. (11 mai–9 iunie 1876) Aceste trupe neregulate erau formate din locuitori musulmani ai regiunilor bulgărești, dintre care mulți erau refugiați cerchezi expulzați din Caucaz sau refugiați tătari crimeeni expulzați în timpul Războiului Crimeei. Ambele grupuri erau fie exilate de ruși, fie suferiseră din cauza rebelilor. Nefăcând distincția între rebeli și țăranii pașnici, bașibuzucii au suprimat sângeros revolta, masacrând între 4000 și 15.000 de oameni, 12.000 fiind numărul cel mai des avansat. Kinross spunea: „Orgia de măcel, incendieri și viol a culminat în satul de munte Batak. Aici, o mie de creștini s-au refugiat într-o biserică, pe care trupele neregulate au aprins-o cu cârpe înmuiate în petrol, ucigându-i pe toți cu excepția unei bătrâne. În total, peste cinci mii din cei șapte mii de săteni din Batak au pierit de mâna lor.”
Vestea masacrării bulgarilor a ajuns în Anglia prin misionari, ziariști și agenți diplomatici din Balcani. Presa britanică a reluat acuzațiile, relatând că mii de țărani creștini fără apărare fuseseră măcelăriți de musulmani fanatici. Misionarii americani au estimat că au murit până la 15.000 de creștini, iar bulgarii au avansat cifre între 30.000 și 100.000.

### Reacția internațională la atrocitățile din Bulgaria
Vestea atrocităților bașibuzucilor a ajuns în afara Imperiului prin intermediul colegiului american Robert din Constantinopol. Majoritatea studenților erau bulgari, iar mulți au primit vestea de la familiile de acasă. Curând, în comunitatea diplomatică occidentală din Constantinopol au început să circule zvonuri, care au ajuns în cele din urmă în ziarele din Vest. Știri despre atrocitățile musulmanilor împotriva creștinilor nu erau binevenite în Regatul Unit, unde guvernul Disraeli era hotărât să-i susțină pe otomani într-o situație deja tensionată din cauza crizei din Balcani. Un ziarist american din Ohio, Januarius A. MacGahan, care s-a întâmplat să se afle în Londra în acel moment, a fost angajat de ziarul liberal de opoziție Daily News pentru a relata masacrele.
MacGahan a călătorit în zonele în care avusese loc revolta bulgărească, însoțit neoficial de Eugene Schuyler, membru al legației americane de la Constantinopol, și oficial de Walter Baring de la legația britanică. După ce relatările ambilor americani au confirmat sălbăticia represiunii otomane, raportul lui MacGahan, publicat în primele pagini din Daily News, a galvanizat opinia publică britanică împotriva politicii prootomane a guvernului britanic al lui Disraeli. Susținerea publică pentru otomani s-a risipit când, la începutul lui septembrie, liderul de opoziție Gladstone a publicat Ororile bulgare și chestiunea orientului cerând Regatului Unit să-și retragă susținerea pentru Turcia. Disraeli s-a văzut obligat să stea deoparte când Rusia (țară în care raportul lui MacGahan a circulat liber) a declarat război Imperiului Otoman în 1877 cu scopul public de a obține independență pentru poporul bulgar.
Când detaliile au devenit cunoscute în Europa, mulți demnitari, inclusiv Charles Darwin, Oscar Wilde, Victor Hugo și Giuseppe Garibaldi au condamnat public abuzurile otomane din Bulgaria. În Regatul Unit, William Gladstone i-a denunțat pe turci ca „singura mare specie antiumană a omenirii” și a propus ca Europa să ceară „retragerea totală a administrației turcești din Bulgaria, precum și cel puțin din Herțegovina și din Bosnia.”
Cea mai puternică reacție a venit din partea Rusiei. Simpatia pentru cauza bulgarilor a dus la o efuziune națională comparabilă cu cea din timpul invaziei franceze din 1812. Din toamna lui 1875, mișcarea de a susține revolta bulgarilor implica toate clasele societății rusești. Aceasta a fost însoțită de discuții publice despre scopurile rușilor în conflict: filoslavii, în frunte cu Dostoievski, vedeau în războiul ce se apropia ocazia de a uni toate națiunile ortodoxe sub cârma Rusiei, îndeplinind ceea ce ei considerau a fi misiunea istorică a Rusiei, în timp ce adversarii lor, prooccidentalii, în frunte cu Turgheniev, negau importanța religiei și credeau că scopurile Rusiei nu trebuie să fie apărarea ortodoxiei, ci doar eliberarea Bulgariei.
Mai multe lucrări ale pictorilor și scriitorilor ruși au fost dedicate revoltei bulgare:
- Pictura lui Konstantin Makovski, „Martirele bulgare”, descrie o scenă de viol în masă al femeilor bulgare de către bașibuzuci într-o biserică ortodoxă pângărită.
- Turgheniev în poezia sa „Croquet la Windsor” (1876) a acuzat-o pe regina Victoria de tolerarea atrocităților otomane din Bulgaria;
- Poezia lui Polonski „Bulgăroaica” descria umilințele suferite de o bulgăroaică a cărei familie a fost omorâtă și care a fost dusă într-un harem, doar pentru a fi hărțuită în continuare de alte concubine.

### Războiul sârbo-turc și manevrele diplomatice

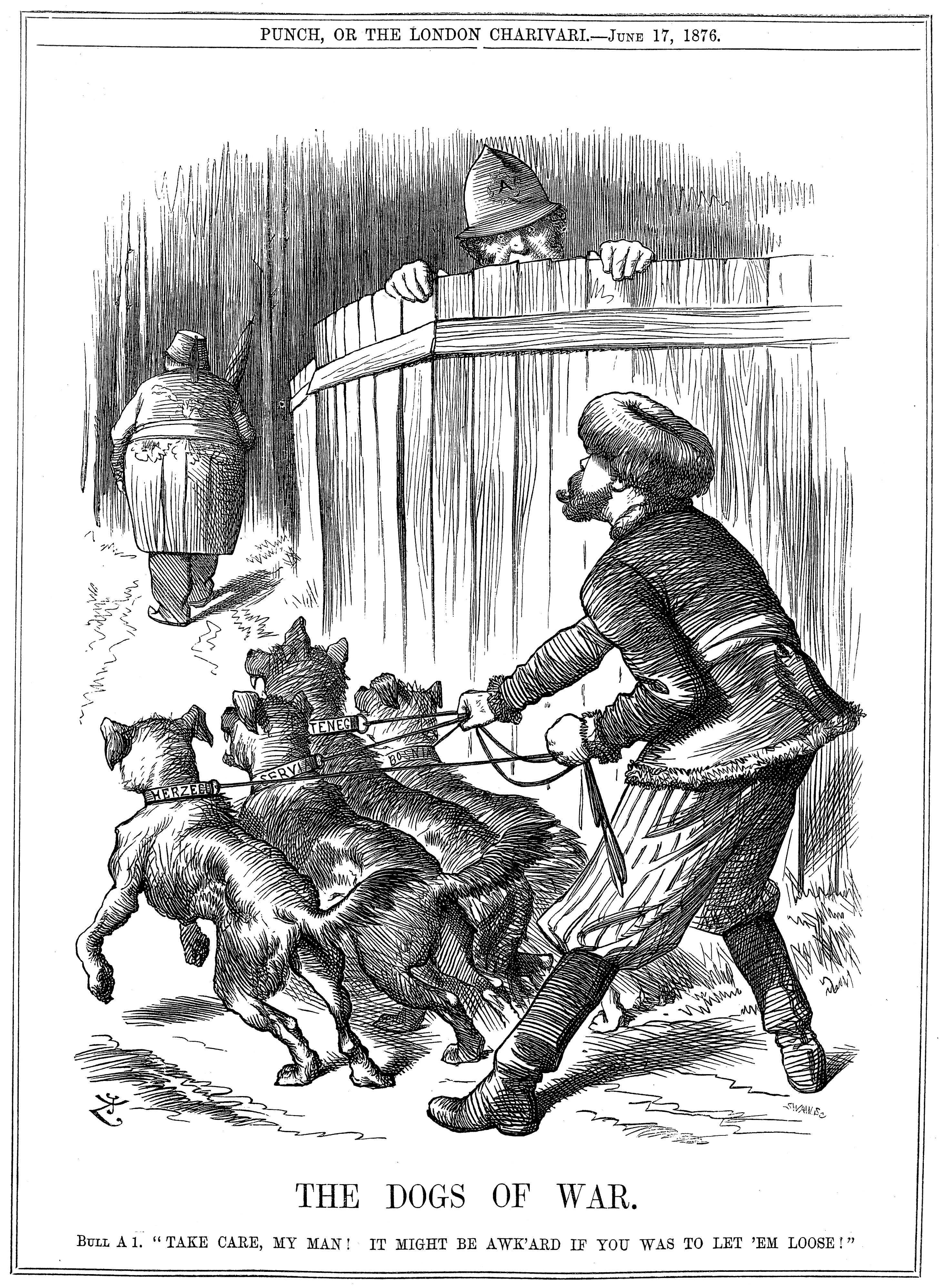
Rusia pregătindu-se să elibereze câinii războiului balcanic, în timp ce Regatul Unit o avertizează să aibă grijă. Caricatură din revista Punch din 17 iunie 1876

La 30 iunie 1876, Serbia, urmată de Muntenegru, au declarat război Imperiului Otoman. La 8 iulie, țarul Alexandru al II-lea și prințul Gorceakov s-au întâlnit cu împăratul austriac Franz Joseph I și contele Andrássy la castelul Reichstadt din Boemia. Nu s-a semnat niciun acord, dar în timpul discuțiilor, Rusia a acceptat să susțină ocuparea de către Austria a Bosniei și Herțegovinei, iar Austro-Ungaria, în schimb, a acceptat retrocedarea sudului Basarabiei pierdut de Rusia în timpul Războiului Crimeei, și anexarea de către Rusia a portului Batumi de pe coasta estică a Mării Negre. Bulgaria urma să devină autonomă (independentă, după înregistrările rusești).
În iulie-august, slab pregătita și slab echipata armată sârbă susținută de voluntari ruși nu a reușit să-și îndeplinească obiectivele strategice ofensive dar a reușit să respingă ofensiva otomană în Serbia, și la 26 august, Serbia a cerut puterilor europene să medieze încheierea războiului. Un ultimatum comun al puterilor europene a obligat Poarta să dea Serbiei o lună de armistițiu și să înceapă negocieri de pace. Condițiile de pace propuse de turci au fost însă refuzate de puterile europene deoarece erau prea dure. La începutul lui octombrie, după expirarea armistițiului, armata turcă și-a reluat ofensiva și situația sârbilor a devenit rapid disperată. Ca rezultat, la 31 octombrie 1876, Rusia a dat Turciei un ultimatum să înceteze ostilitățile și să semneze un nou armistițiu cu Serbia în 48 de ore. Ultimatumul era susținut de mobilizarea parțială a armatei ruse (până la 20 de divizii). Sultanul a acceptat condițiile ultimatumului.
Pentru a rezolva criza, la 11 decembrie 1876, s-a deschis o conferință a Marilor Puteri la Constantinopol (la care turcii nu au fost invitați). S-a negociat o soluție de compromis, cu autonomie pentru Bulgaria, Bosnia și Herțegovina sub controlul comun al puterilor europene. Turcii, însă, au găsit o cale de a discredita conferința anunțând la 23 decembrie, ziua când ea s-a încheiat, că s-a adoptat o nouă constituție prin care se acordau drepturi egale minorităților din imperiu, pe baza căreia Turcia a anunțat că nu va lua în calcul rezultatele conferinței. La 15 ianuarie 1877, Rusia și Austro-Ungaria au semnat un acord scris prin care confirmau rezultatele acordului verbal anterior făcut la Reichstadt în iulie 1876. Prin acesta, Rusia se asigura de neutralitatea prietenoasă a Austro-Ungariei în război. După aceasta, Rusia a mai făcut un efort final de rezolvare pașnică a conflictului.
În ziua de 31 martie 1877 Rusia a convins puterile europene să semneze Convenția de la Londra, prin care se cerea Turciei să introducă acele reforme cu care ea însăși se lăudase. Puterile urmau să supravegheze implementarea reformelor, și în cazul în care condițiile rămân nesatisfăcătoare își rezervau dreptul de „a declara că o astfel de situație este incompatibilă cu interesele lor și cu cele ale Europei în general”. Dar turcii se simțeau pe poziție de forță și au respins propunerea invocând tratatul de la Paris.
În cele din urmă, la 12 aprilie 1877, după aproape doi ani de negocieri nefructuoase, Rusia a declarat război Turciei.

## Reacțiile la declararea războiului
Rusia a declarat război otomanilor la 24 aprilie 1877. La 12 aprilie 1877, România a permis trupelor rusești să treacă pe teritoriul său în drum spre Turcia, iar Turcia a bombardat orașele românești de pe Dunăre. La 10/22 mai 1877, Principatul României, aflat oficial sub suzeranitate otomană, a anulat plata tributului către Imperiul Otoman, gest echivalent cu o declarație de independență.
Regele Prusiei Frederic al II-lea remarcase cu sarcasm, cu un secol în urmă, că un război între Imperiul Otoman și Rusia ar fi „un război între chiori și orbi”.
La începutul războiului, rezultatul său nu era deloc evident. Rușii puteau trimite în Balcani o armată foarte mare: avea la dispoziție 300.000 de soldați. Otomanii aveau aproximativ 200.000 de oameni în Peninsula Balcanică, dintre care 100.000 se aflau în garnizoane fortificate, restul de 100.000 fiind disponibili pentru operațiuni. Otomanii aveau avantajul fortificațiilor, al controlului deplin asupra Mării Negre, și al ambarcațiunilor de patrulă pe Dunăre. Ei aveau și armament superior, inclusiv puști noi de fabricație britanică și americană și artilerie germană.

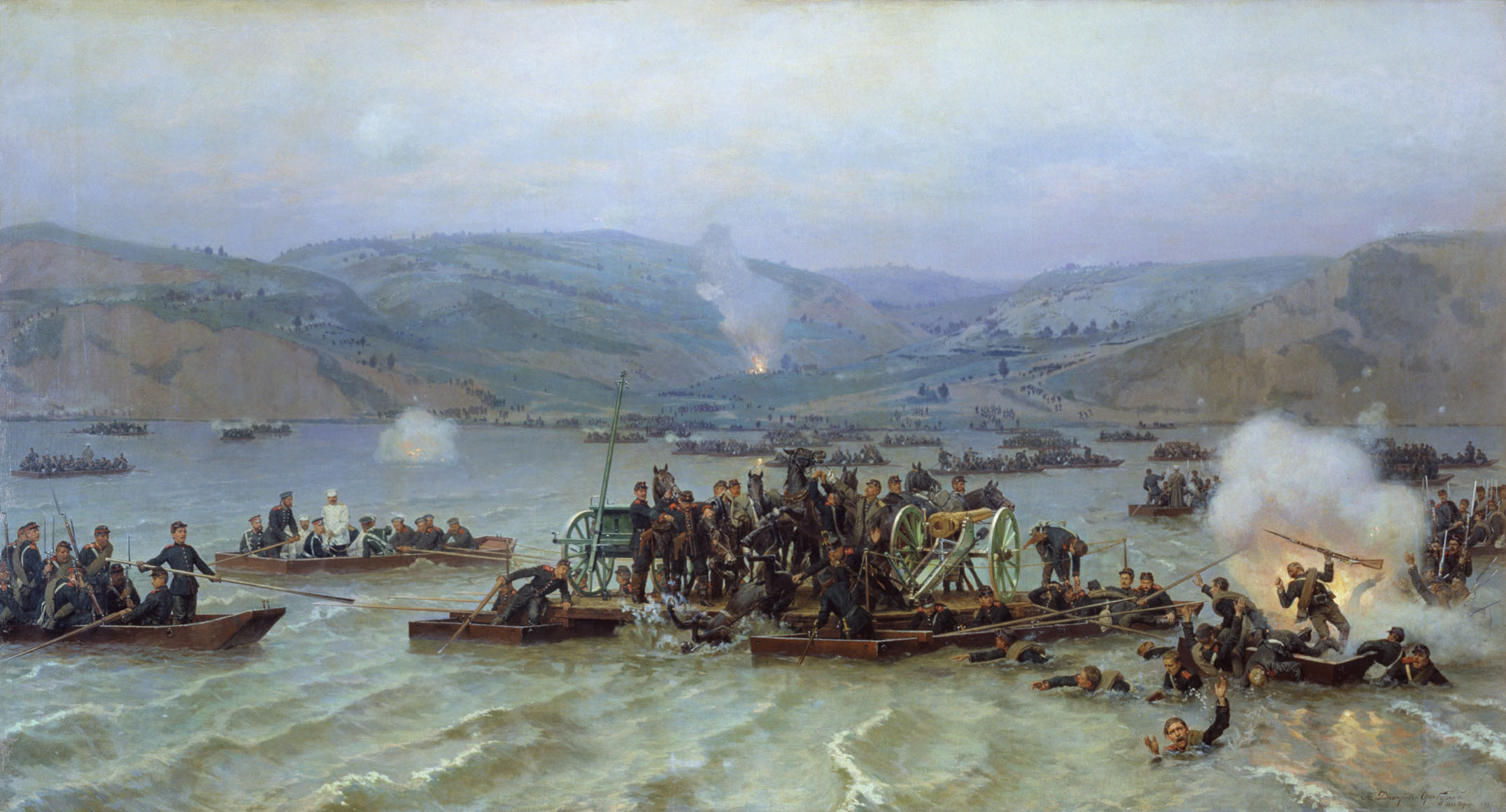
Rușii trecând Dunărea, de Nikolai Dmitriev-Orenburgski, 1883

Comandamentul militar otoman din Constantinopol a evaluat greșit intențiile rușilor. A presupus că rușii nu vor voi să mărșăluiască de-a lungul Dunării și să o traverseze departe de deltă, și că vor prefera calea scurtă pe lângă coasta Mării Negre, ignorând faptul că acea zonă avea cele mai întărite și mai bine aprovizionate fortărețe turcești. Mai în amonte, exista o singură fortăreață bine apărată pe Dunăre, Vidin, care era apărată doar pentru că oamenii conduși de Osman Pașa se întorceau din războiul din Serbia.
Campania rusă a fost mai bine planificată, dar s-a bazat mai mult pe pasivitatea turcilor. Inițial, rușii au trimis un efectiv redus de trupe; Dunărea a fost traversată în iunie de o forță de aproximativ 185.000, puțin mai mică decât forțele turcești combinate din Balcani (aproximativ 200.000). După ce a întâmpinat dificultăți (la Plevna și Stara Zagora), comandamentul militar rusesc a realizat că nu are resursele necesare și a trecut pe o poziție defensivă. Rușii nu au avut suficiente forțe să asedieze permanent Plevna până la sfârșitul lui august, întreaga campanie fiind întârziată cu două luni.

## Desfășurarea războiului

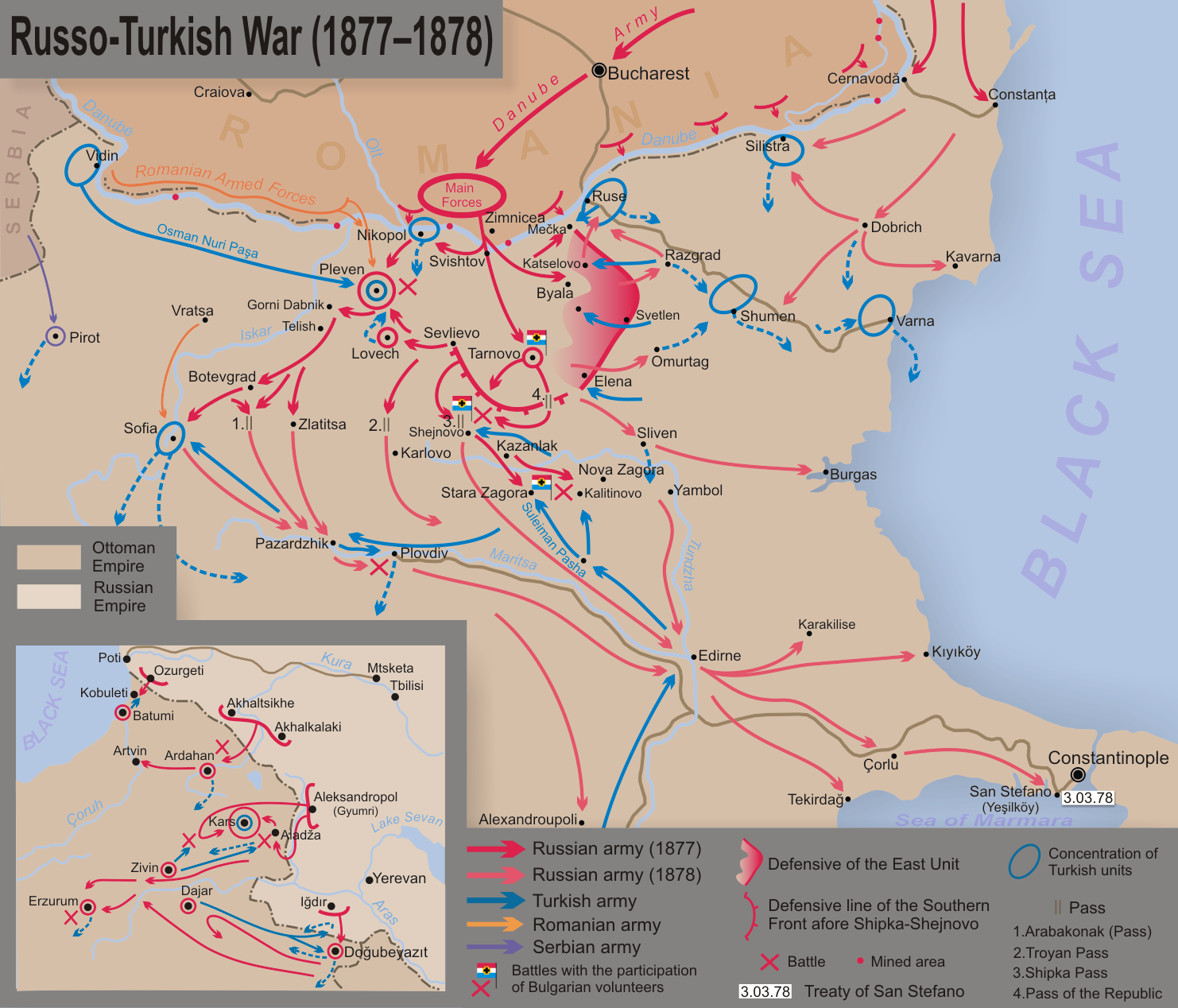
Harta mișcărilor de trupe în Balcani

### Traversarea Dunării
La începutul războiului, Rusia și România au distrus vasele de pe Dunăre și au minat fluviul, asigurându-se astfel că armata rusă poate trece Dunărea în orice punct, fără opoziția flotei turcești.
Comandanții turci nu au apreciat semnificația acțiunilor rușilor.
În iunie, un mic contingent rusesc a trecut Dunărea în apropierea deltei, la Galați, și s-a îndreptat spre Rusciuc.
Aceasta i-a făcut pe otomani să fie siguri că grosul forțelor rusești va veni chiar prin mijlocul fortificațiilor otomane.
Sub comanda directă a generalului Mihail Ivanovici Dragomirov, în noaptea de 27-28 iunie 1877 (Stil nou) rușii au construit un pod plutitor peste Dunăre la Zimnicea. După o scurtă bătălie, în care rușii au pierdut 812 soldați morți și răniți, rușii au preluat controlul asupra malului drept și au izgonit brigada otomană de infanterie ce apăra Sviștovul.
În acest moment, forțele rusești s-au împărțit în trei: detașamentul estic sub comanda țareviciului Alexandr Alexandrovici a primit misiunea să captureze cetatea Rusciuc și să acopere flancul estic al înaintării; detașamentul de vest, să captureze cetatea Nicopole și să acopere flancul vestic al înaintării; detașamentul de înaintare, sub comanda generalului Iosif Vladimirovici Gurko, urma să înainteze rapid spre Veliko Tărnovo și să treacă Munții Balcani, cea mai importantă barieră naturală între Dunăre și Constantinopol.

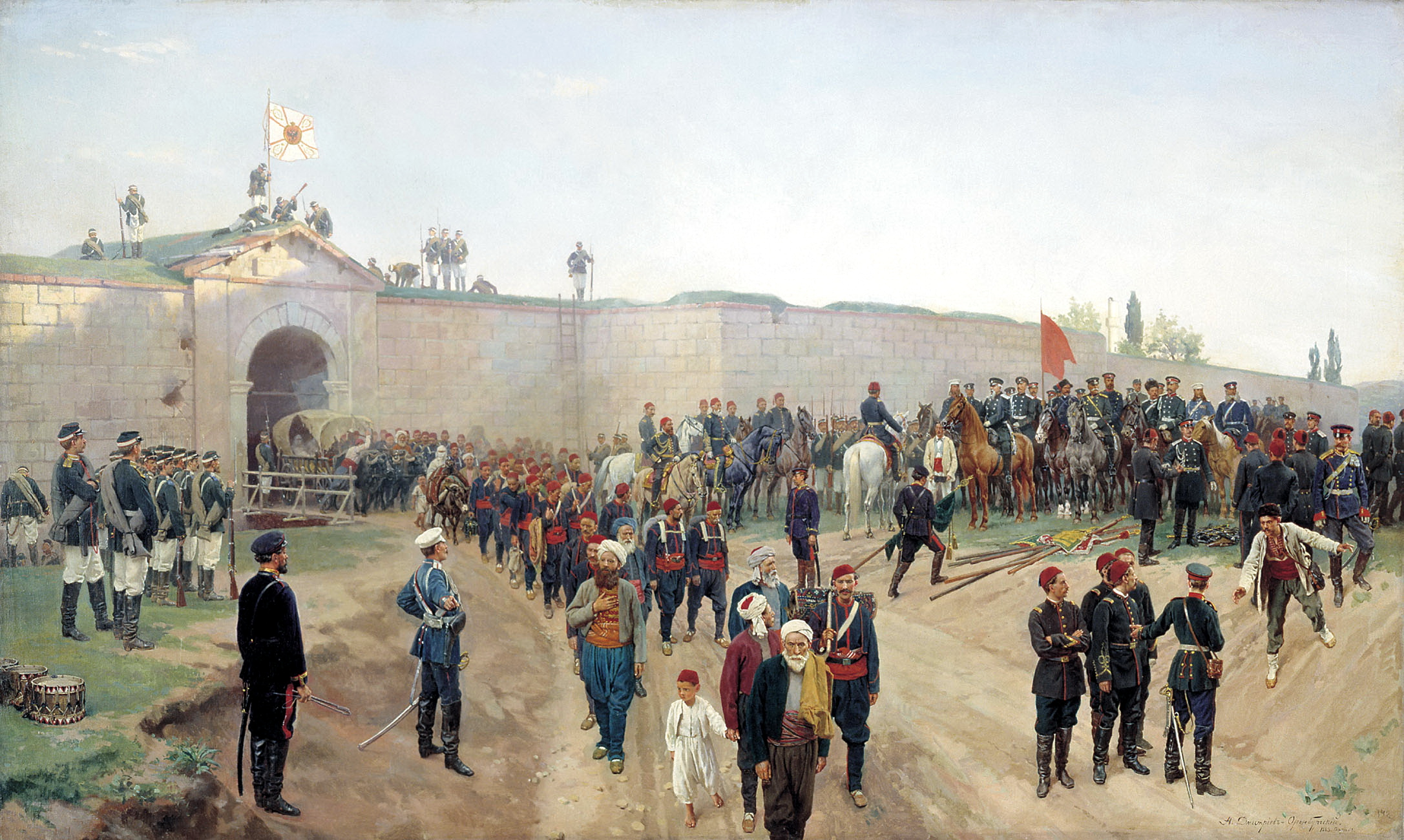
Capitularea turcilor la Nicopole

După reușita traversării Dunării de către ruși, comandamentul otoman din Constantinopol i-a ordonat lui Gazi Osman Paşa să înainteze spre est de la Vidin și să apere cetatea Nicopole, aflată chiar la vest de locul traversării Dunării.
În drum spre Nicopole, Osman Pașa a aflat că cetatea fusese deja ocupată de ruși și s-a îndreptat spre orașul Plevna, aflat într-un punct strategic la o intersecție de drumuri, în care și-a cantonat cei 15.000 de oameni la 19 iulie (stil nou).
Rușii, aproximativ 9.000 la număr sub comanda generalului Schilder-Schuldner, au sosit la Plevna la primele ore ale dimineții.

### Asediul Plevnei

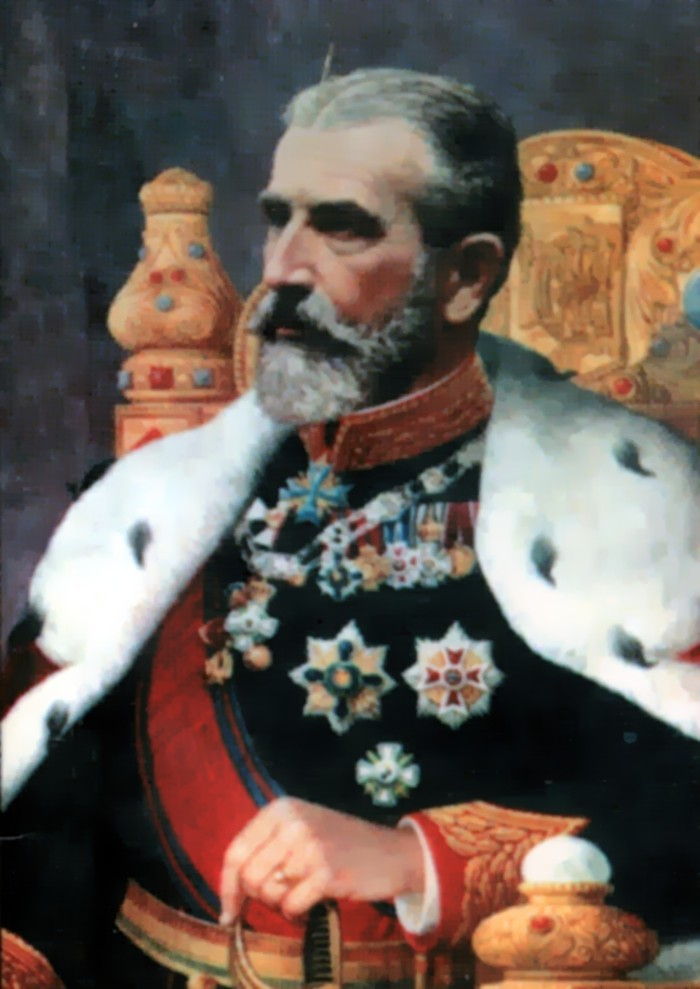
Principele Carol al României, comandantul forțelor ruso-române de la Plevna

Osman Pașa a organizat apărarea și a respins două asalturi rusești cauzând multe pierderi trupelor ruse. În acest moment, ambele părți erau aproximativ egale în termeni de număr de soldați, iar armata rusă era demoralizată de cele două eșecuri.

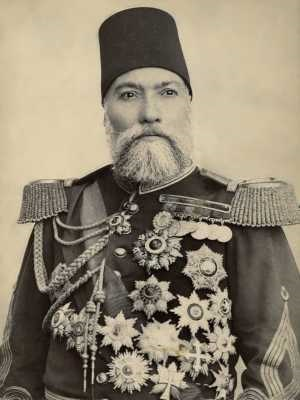
Gazi Osman Paşa, comandantul forțelor otomane asediate în fortificațiile de la Plevna

Rusia nu mai avea alte trupe la dispoziție pe care să le trimită într-un nou asalt al Plevnei, așa că armatele țarului au asediat fortăreața și au cerut României să trimită întăriri.
În scurt timp, armata română mobilizată a trecut Dunărea pe la Zimnicea, a avansat pe culoarul eliberat de ruși și s-a alăturat asediului. La 16 august, la Gorni-Studen, grupul vestic de armate care asedia Plevna a trecut sub comanda principelui Carol I al României, secundat de generalul rus Pavel Dmitrievici Zotov și de generalul român Alexandru Cernat.
Rușii și românii au dus lupte grele pentru a captura redutele din jurul Plevnei.
Românii au reușit să cucerească reduta Grivița și să păstreze controlul asupra ei până la sfârșitul asediului. Asediul Plevnei (iulie–decembrie 1877) a avut succes doar după ce forțele româno-ruse au întrerupt rutele de aprovizionare ale turcilor fortificați.
În lipsa proviziilor, Osman Pașa a făcut o tentativă de rupe asediul în direcția Opanez.
În noaptea de 9 decembrie, turcii au ieșit în liniște, au întins poduri peste râul Vit și l-au traversat, atacând pe un front de 3,2 km și trecând de prima linie a tranșeelor rusești. S-au dus lupte la baionetă, niciuna din părți nereușind să obțină vreun avantaj.
Profitând de avantajul numeric, rușii i-au împins în cele din urmă pe turci înapoi peste Vit. Osman Pașa a fost rănit la picior de un glonț rătăcit, care i-a omorât calul, și s-au răspândit zvonuri că ar fi murit.
Turcii s-au văzut în cele din urmă împinși înapoi în cetate, pierzând 5000 de oameni și cauzând 2000 de victime rușilor.
A doua zi, Osman s-a predat, lăsându-i garnizoana și sabia colonelului român Mihail Cristodulo Cerchez.
El a fost tratat onorabil, dar mulți dintre soldații săi au murit ca prizonieri mărșăluind prin zăpadă.
Cei mai grav răniți au rămas în urmă în spitalele de campanie, dar mulți au fost uciși de bulgari.

### Ostilitățile din vest și trecerea Balcanilor
În acest moment, Serbia, primind ajutor financiar din partea Rusiei, a declarat din nou război Imperiului Otoman.
De această dată, în armata sârbă erau mult mai puțini ofițeri ruși, dar în războiul din 1876–1877 căpătase mai multă experiență.
Sub comanda nominală a principelui Milan Obrenović (la comanda efectivă era Kosta Protić), armata sârbă a intrat într-o ofensivă în ceea ce este astăzi Serbia de sud-est.
Sârbii intenționau să ocupe sangeacul Novi Pazar, dar ofensiva a fost anulată din cauza presiunilor diplomatice ale Austro-Ungariei care dorea să evite ca Serbia și Muntenegru să aibă graniță comună, pentru a putea căpăta mai multă influență în regiune.
Otomanii, fiind implicați în confruntările cu armatele ruse și române, nu au mai putut face mai mult decât să se apere pasiv și, până la sfârșitul ostilităților, sârbii ocupaseră Ak-Palanka, Pirot, Niš și Vranje.
Rușii, sub comanda mareșalului Iosif Vladimirovici Gurko, au reușit să controleze trecătorile din Munții Balcani, vitale pentru manevre.
S-au dus o serie de bătălii pentru trecătoarea Șipka.
Gurko a atacat de mai multe ori această trecătoare și a reușit în cele din urmă să o preia.
Otomanii au depus multe eforturi pentru a recupera această trecătoare, cu scopul de a putea trimite întăriri lui Osman Pașa la Plevna, dar fără succes.
În cele din urmă, Gurko a condus o ofensivă finală care a eliberat trecătoarea Șipka de trupe otomane.

### Frontul din Caucaz

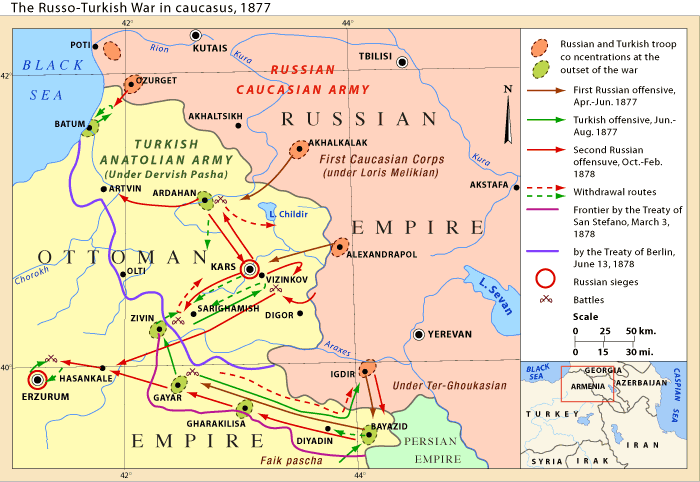
Mișcări de trupe în Caucaz, în cadrul războiului din 1877–1878

În Caucaz, și anume în Georgia și Armenia, se afla o forță rusească formată din aproximativ 75.000 de oameni sub comanda Marelui Duce Mihail Nikolaevici, guvernatorul general al Caucazului. Ea avea în față o armată turcească de 80.000 de oameni condusă de generalul Ahmed Muhtar Pașa.
Deși armata rusă era mai bine pregătită pentru luptă, din punct de vedere tehnologic era deficitară la capitolul artilerie grea, fiind depășită, de exemplu, de tunurile Krupp de fabricație germană de care dispuneau otomanii.
Mulți comandanți ruși din subordinea lui Mihail Nikolaevici erau de origine armeană. Printre aceștia se numărau Beybut Șelkovnikov, Mihail Tarielovici Loris-Melikov, Ivan Lazarev și Arșak Ter-Gukasov.
Forțele lui Ter-Gukasov, aflate lângă Erevan, au fost cele care au început primul atac asupra teritoriului otoman, ocupând orașul Bayazid la 27 aprilie 1877. Exploatând victoria lui Ter-Gukasov de la Bayazid, forțele rusești au avansat și mai mult, ocupând regiunea Ardahan la 17 mai; unitățile rusești au asediat și orașul Kars în ultima săptămână din mai, dar întăririle turcești au înlăturat asediul și i-au împins înapoi pe ruși.
Turcii i-au încurajat pe kurzi să atace armenii din Bayazit și Alașkert.
În octombrie 1877 armata turcească a lansat un contraatac masiv lângă Ajaria. La 19 iulie trupele lui Muhtar Pașa controlau regiunea. În lunile care au urmat, forțele rusești ale generalului Lazarev au încercat sa o recupereze, dar au eșuat de fiecare dată. Același general a oprit un alt atac turc în octombrie, după care a avansat și a ocupat regiunea la 15 octombrie. În bătălia pentru Ajaria, turcii au pierdut 5-6.000 de oameni, 8.500 căzând prizonieri; numărul de ruși morți a fost aproape de 15.500.
În februarie 1878, armata rusă a ocupat orașul Erzerum fără a întâmpina rezistență. Deși rușii au cedat controlul asupra Erzerumului după război, ei au cucerit Ardahan, Kars, Olti, Sarıkamış și alte regiuni, pe care le-au încorporat în Provincia Kars.

### Forțele participante
Principalul aliat al Rusiei în acest război a fost România (care a mobilizat o armată de 60.000 de oameni).
Pe lângă aceasta, armatei ruse i s-au alăturat peste 12.000 de voluntari localnici bulgari (Opălcenie) și un regiment din Finlanda, care, după război, a primit titlul de Batalionul Vechea Gardă, titlu pe care încă îl mai păstrează.

## Sfârșitul războiului

### Intervenția marilor puteri

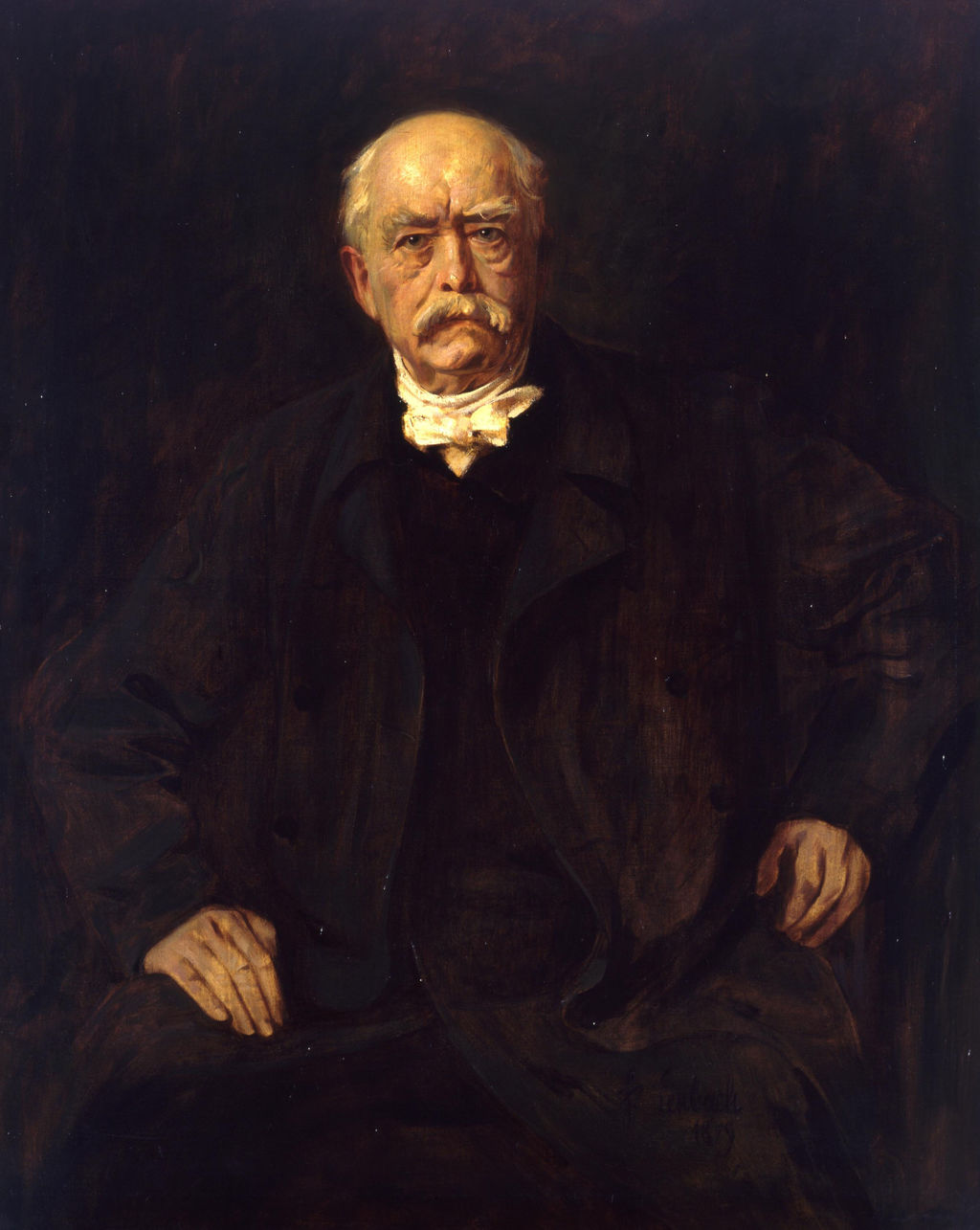
Otto von Bismarck, gazda congresului de pace de la Berlin

Sub presiune britanică, Rusia a acceptat armistițiul oferit de Imperiul Otoman la 31 ianuarie 1878, dar a continuat să avanseze spre Constantinopol.
Britanicii au trimis o flotă maritimă de război pentru a intimida Rusia și a opri armata acestui imperiu să ocupe orașul, iar forțele rusești s-au oprit la San Stefano.
În cele din urmă, Rusia a impus otomanilor tratatul de la San Stefano la 3 martie (stil nou), prin care Imperiul Otoman recunoștea independența României, Serbiei și Muntenegrului, și autonomia Bulgariei.
Conform acestui tratat, Bulgaria autonomă aflată sub protecția Rusiei avea un teritoriu foarte extins, cuprinzând Macedonia, mare parte din Dobrogea (până la sud de Constanța) și Tracia de Sud, având ieșire la Marea Egee.
Alarmate de creșterea puterii Rusiei în Balcani, Marile Puteri au forțat modificarea acestui tratat la Congresul de la Berlin.
Principala modificare a fost aceea că Bulgaria avea să fie împărțită în două provincii autonome, conform unor acorduri ale Marilor Puteri care doreau evitarea creării unui stat mare slav: Principatul Bulgariei la nord și Rumelia Orientală la sud, fiecare cu un guvernator separat; Macedonia, inițial parte a Bulgariei Mari la tratatul de la San Stefano, a revenit sub administrație otomană directă.
Muntenegrul a primit orașele Podgorica, Bar, Nikšić și Plav. Rusia a anexat Dobrogea de Nord, pe care a oferit-o României în schimbul Sudului Basarabiei. Principele Carol a fost convins de Bismarck să accepte acest schimb.

### Efecte asupra populației locale
Luptele din Bulgaria nu s-au dus în orașe, astfel încât acestea au fost puțin afectate de conflict.
După tratatul de la San Stefano, Rusia a implementat propriul sistem de guvernare în noul principat al Bulgariei. Soldații ruși, cazaci și voluntarii bulgari au comis atrocități împotriva musulmanilor.
Între 260.000 și 262.000 de musulmani, aproape în întregime etnici turci, au murit și peste un milion de refugiați au fugit împreună cu forțele otomane în retragere.
Până la sfârșitul războiului, aproximativ 515.000 de musulmani turci au fost expulzați din Bulgaria în alte zone ale Imperiului Otoman, și nu s-au mai întors.
În timpul conflictului au fost distruse mai multe clădiri și centre culturale musulmane. O bibliotecă mare cu cărți turcești vechi din Tărnovo a fost arsă în 1877.
Multe moschei din Sofia au dispărut, șapte din ele fiind distruse într-o noapte din decembrie 1878 când o furtună a acoperit sunetele exploziilor puse la cale de armata rusă.
Și populația creștină a avut de suferit, mai ales în primele faze ale conflictului, când mare parte din creștini s-au găsit în calea armatelor otomane.
Un exemplu este momentul retragerii forțelor lui Gurko înapoi în trecătoarea Șipka după bătălia de la Stara Zagora.
După bătălie, Suleiman Pașa a ars orașul Stara Zagora, unul dintre cele mai mari orașe bulgărești din Imperiul Otoman.
Pe toată valea râului Marița a ordonat spânzurarea la colț de stradă a oricărui bulgar care îi ajutase în vreun fel pe ruși.
Ca rezultat, până la 100.000 de civili bulgari s-au refugiat în nord în teritoriile ocupate de ruși.
Ulterior, forțele otomane au intenționat incendierea Sofiei după ce Gurko a reușit să îi învingă în trecătorile din vestul Munților Balcani. Doar refuzul consulului italian Vito Positano, a viceconsulului francez Léandre François René le Gay și a viceconsulului Austro-Ungariei de a părăsi Sofia au împiedicat aceasta. După retragerea otomanilor, Positano a organizat chiar detașamente înarmate pentru a proteja populația de jefuitori (dezertori din armata regulată otomană, bașibuzuci și cerchezi) .
Antisemitismul rusesc tradițional a dat naștere la valuri violente de represiuni. Când ocupau un oraș, forțele rusești declarau evreii element ostil și îi supuneau persecuțiilor. Numeroase comunități evreiești au fost forțate să se refugieze împreună cu turcii. Bulletins de l'Alliance Israélite Universelle a relatat despre mii de evrei bulgari care s-au refugiat în capitala otomană Constantinopol.

### Legături video
130 de ani la eliberarea Plevnei
- Discursul primarului Plevnei, Naiden Zelenogorski, 3 martie 2007 Arhivat în 25 octombrie 2007, la Wayback Machine.
- Discursul Primului Ministru al Bulgariei, Serghei Stanișev, 3 martie 2007 Arhivat în 25 octombrie 2007, la Wayback Machine.
- Discursul Ambasadorului Rusiei în Bulgaria, dl. Potapov, 3 martie 2007 Arhivat în 24 octombrie 2007, la Wayback Machine.